# Carlo Porenta
Carlo Porenta, slovenski pravnik in politik, * 17. januar 1814, Trst, † 31. januar 1898, Trst.

## Življenje in delo
Rodil se je v družini očeta Simona Porente iz Stare Loke in matere Caterine Fecondo de Truchental. Leta 1830 je v Ljubljani končal gimnazijo. Kje je  študiral pravo pa ni znano. V revolucionarnem letu 1848 ga je policija pripisovala med protivladne elemente. Za tržaškega občinskega svetovalca je bil prvič izvoljen leta 1861 in nato še v letih 1863 in 1865, ter 22. maja 1863 in 22. novembra 1865 tudi za župana mesta Trst. V letih 1861-1863 in 1873-1876 je bil poslanec na Dunaju. Leta 1866 je bil odlikovan z viteškim križecem avstrijskega cesarskega reda Leopolda. Carlo Porenta je bil prvi tržaški župan slovenskega rodu.